# شهرستان سورو-اونسکی
شهرستان سورو-اونسکی (به لاتین: Severo-Evensky District) یک شهرستان در روسیه است که در استان ماگادان واقع شده‌است.